# Viktbälte

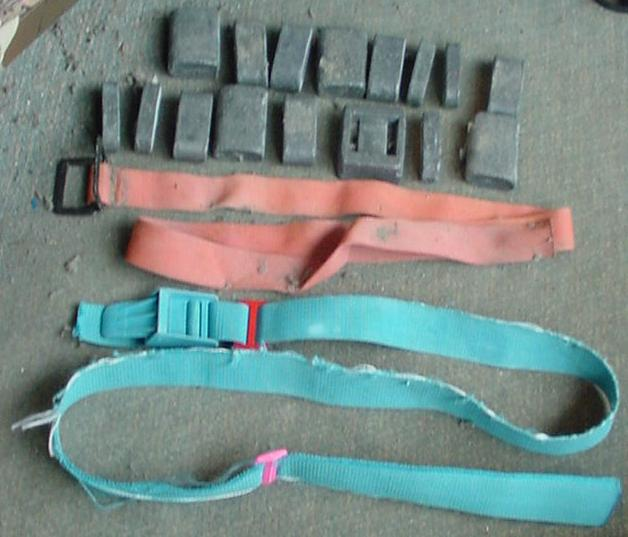
Viktbälte och lösa vikter

Viktbälte är ett bälte med tunga metallvikter som används av simmande dykare (grodmän) för att kompensera för dykardräktens lyftkraft. Eller av fallskärmshoppare för att matcha sin egen fallhastighet med andra fallskärmshoppares. Tungdykare använder oftast skor med vikter, så kallade blyskor, för samma ändamål. Viktbälten är konstruerade så att de snabbt kan tas av vid en nödsituation.